# Olle Lindén
Olof "Olle" Lindén, född 7 augusti 1921, död 1997, var en svensk friidrottare med kort- och medeldistanslöpning som huvudgren. Under sin aktiva tid satte Lindén 1 världsrekord.

## Meriter
Olle Lindén tävlade för Idrottsklubben IK Mode (IKM) i Stockholm, han tävlade främst i stafettlöpning, men även i medeldistanslöpning (800 meter).
1945 satte Lindén svenskt rekord i stafettlöpning 4 x 800 meter (med S. Kjellberg, H. Falk, O. Äkerberg och Lindén som fjärde löpare) med tiden 7 min 47,4 sek.
1946 ingick Lindén i det svenska landslagets stafettlag på 4 x 800 meter (med Tore Sten, Lindén som andre löpare, Stig Lindgård och Lennart Strand) som satte nytt världsrekord den 13 september vid tävlingar i Stockholm.
Segertiden var också officiellt Världsrekord i grenen.
1950 deltog han EM i Bryssel 1950. Han tävlade i löpning 800 meter där han slutade på en 7.e plats totalt.